# Rebeca Iturbide

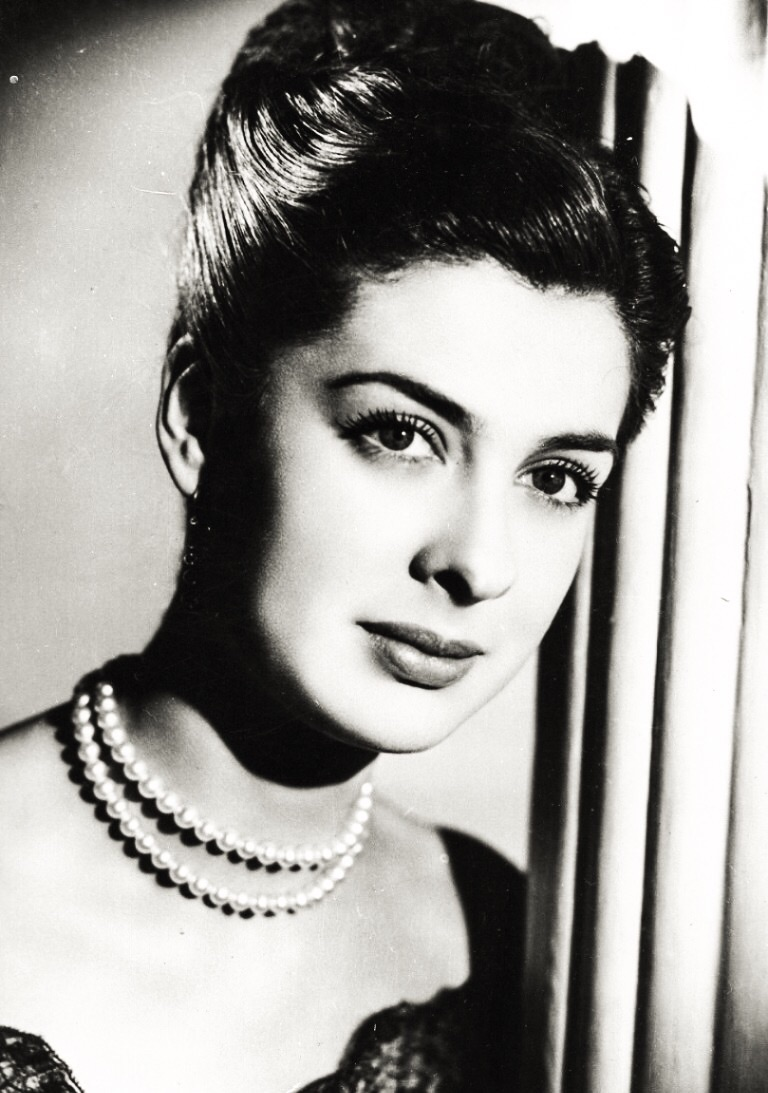
Rebeca Iturbide

Maria Rebeca Iturbide Betancourt (* 21. Mai 1924 in El Paso, Texas, Vereinigte Staaten; † 15. April 2003 in Mexiko-Stadt, Mexiko) war eine mexikanische Film- und Fernsehschauspielerin.

## Leben und Karriere
Rebeca Iturbide Betancourt, bekannt als Rebeca Iturbide (siehe Spanischer Name), wurde als Tochter mexikanischer Eltern im amerikanischen El Paso geboren. In den 1950er Jahren begann sie beim Film zu arbeiten. Ihre ersten Rollen waren 1950 in Doña Diabla und La mujer que yo amé. 1951 erhielt sie die Gelegenheit, an der Seite von Germán Valdés in dem Film El Revoltoso zu spielen. Diese Rolle führte zu einem weiteren gemeinsamen Projekt mit Valdéz, ¡Ay amor... cómo me has puesto!
Sie war für ihre Vielseitigkeit bekannt und trat in Abenteuerfilmen, Komödien, Melodramen und Mystery-Filmen auf. Zu ihren denkwürdigsten Filmen gehörten La noche avanza (1951), Mujeres sin mañana (1951), El corazón y la espada (1953), Yo no creo en los hombres (1954) und Furia en el paraíso (1955).
Im mexikanischen Fernsehen hatte sie 1955 ihre erste Rolle als Clare Graham in einer Episode von Sheena, Queen of the Jungle. 1965 schrieb sie das Drehbuch für den Film Raíces en el infierno, bei dem Myron J. Gold Regie führte.
1976 hatte sie einen Unfall, zog sich einen Wirbelbruch zu und drehte ab diesem Zeitpunkt keine Filme mehr. Sie zog sich in das ANDA Casa del Actor (Schauspielerheim) zurück und lebte dort die letzten zwölf Jahre ihres Lebens. Dort malte sie, stellte ihre Bilder aus, verkaufte sie und unterstützte mit dem Erlös das Künstlerheim.
Rebeca Iturbide war seit 1943 mit dem Tennisspieler Federico Sendel verheiratet, mit dem sie vier Kinder hatte. Sie starb an einer chronisch obstruktiven Lungenerkrankung. Auf ihren Wunsch wurde ihre Asche im Pátzcuaro-See in Michoacán verstreut.

## Filmografie (Auswahl)

### Filme
- 1950: The Devil is a Woman (Doña Diabla)
- 1951: El revoltoso
- 1951: La noche avanza
- 1951: Mujeres sin mañana
- 1951: Oh Darling! Look What You’ve Done!
- 1952: Póker de ases
- 1953: El mensaje de la muerte
- 1953: Las infieles
- 1953: El misterio del carro express
- 1953: The Photographer
- 1953: El corazón y la espada
- 1953: Reportaje
- 1954: Momentos de la vida de Martí
- 1954: La mujer que se vendio
- 1954: Sindicato de telemirones
- 1954: Yo no creo en los hombres
- 1955: Furia en el paraíso
- 1957: Cuatro contra el imperio
- 1957: La justicia del gavilán vengador
- 1958: Locura musical
- 1958: The Last Rebel
- 1958: Música y dinero
- 1958: Locos por la televisión
- 1958: El fin de un imperio
- 1959: Jet Over the Atlantic
- 1963: Of Love and Desire
- 1963: Raíces en el infierno
- 1963: Historia de un canalla
- 1963: He matado a un hombre
- 1963: Amor de adolescente
- 1964: Yo, el valiente
- 1967: The Empire of Dracula
- 1967: Damiana y los hombres
- 1968: Mariana
- 1970: La guerra de las monjas
- 1970: Las cadenas del mal
- 1970: La rebelion de las hijas
- 1970: Los perturbados
- 1970: Ya se quién eres (te he estado observando)
- 1972: Victoria
- 1972: Cabalgando a la luna
- 1974: Juan Armenta, el repatriado
- 1974: Peor que las fieras
- 1974: El buscabullas
- 1974:Un camino al cielo

### Fernsehen
- 1955: Sheena, Queen of the Jungle (nach Sheena – Königin des Dschungels (Comic))
- 1956: Assignment: Mexico
- 1957–1960: Captain David Grief
- 1965: El abismo
- 1968: Tres vidas distintasTres vidas distintas
- 1976: Mañana será otro día